# Stephen Stills
Stephen Arthur Stills (Dallas, Texas, 3 de enero de 1945) es un guitarrista, cantante y compositor estadounidense, conocido por su trabajo con Buffalo Springfield y con Crosby, Stills, Nash and Young. En 2003, la revista Rolling Stone lo ubicó en el puesto 47 en su lista de los "100 mejores guitarristas de todos los tiempos".

## Datos biográficos
Stephen Stills nació en una familia de militares. Desde pequeño se interesó por la música blues y el folk. También se vio influenciado por música latina después de pasar su juventud en Gainesville, Tampa (Florida), Costa Rica y Panamá, donde se graduó.
Stills abandonó la Universidad de Florida para perseguir una carrera musical en 1964. Participó en varias bandas que no tuvieron mayor repercusión, como The Continentals, en la que tocaba el futuro guitarrista de The Eagles, Don Felder. Entre otros locales, Stills tocó en Gerde's Folk City, un conocido café en Greenwich Village (Nueva York).
En 1997 Stills se convirtió en la primera persona en ser incluida en el Rock and Roll Hall of Fame dos veces en la misma noche, por su trabajo con Crosby, Stills, Nash and Young y con Buffalo Springfield.

## Discografía
Véanse también las discografías de Buffalo Springfield y Crosby, Stills, Nash & Young
- They Call Us Au Go Go Singers (con "Au Go Go Singers"), Roulette, 1964.
- Super Session (con Al Kooper y Mike Bloomfield), Columbia, 1968.
- Stephen Stills, Atlantic, 1970.
- Stephen Stills 2, Atlantic 1971.
- Manassas (con Manassas), Atlantic, 1972.
- Down The Road (con Manassas), Atlantic, 1973.
- Stills, Columbia, 1975.
- Stephen Stills Live, Atlantic, 1975. (Directo)
- Still Stills: The Best of Stephen Stills, Atlantic, 1976.(Recopilatorio)
- Illegal Stills, Columbia, 1976.
- Long May You Run (con Neil Young), Reprise, 1976.
- Thoroughfare Gap, Columbia, 1978.
- Right By You, Atlantic, 1984.
- Stills Alone, Vision, 1991.
- Turnin' Back The Pages, The Columbia Recordings 1975-1978, Raven, 2003. (Compila los álbumes "Stills", "Illegal Stills" y "Thoroughfare Gap", además de temas del "Super Session" de 1968.
- Man Alive!, Titan/Pyramid, 2005.
- Just Roll Tape, Rhino, 2007. (Demos de 1968)
- Pieces (con Manassas), Rhino, 2009. Descartes de sus dos discos.
- Live At The Shepherd´s Bush, Rhino, 2009. (Directo)
- Carry On (Box-Set), Rhino, 2013. (Recopilación con temas inéditos)